# Miller City (Ohio)
Miller City es una villa ubicada en el condado de Putnam en el estado estadounidense de Ohio. En el Censo de 2010 tenía una población de 137 habitantes y una densidad poblacional de 175,73 personas por km².

## Geografía
Miller City se encuentra ubicada en las coordenadas 41°6′13″N 84°7′51″O / 41.10361, -84.13083. Según la Oficina del Censo de los Estados Unidos, Miller City tiene una superficie total de 0.78 km², de la cual 0.78 km² corresponden a tierra firme y (0%) 0 km² es agua.

## Demografía
Según el censo de 2010, había 137 personas residiendo en Miller City. La densidad de población era de 175,73 hab./km². De los 137 habitantes, Miller City estaba compuesto por el 100% blancos, el 0% eran afroamericanos, el 0% eran amerindios, el 0% eran asiáticos, el 0% eran isleños del Pacífico, el 0% eran de otras razas y el 0% pertenecían a dos o más razas. Del total de la población el 0% eran hispanos o latinos de cualquier raza.